# Liste der Monuments historiques in Plouray
Die Liste der Monuments historiques in Plouray führt die Monuments historiques in der französischen Gemeinde Plouray auf.

## Liste der Bauwerke
| Bezeichnung          | Beschreibung | Standort              | Kennzeichnung | Schutzstatus | Datum | Bild |
| -------------------- | ------------ | --------------------- | ------------- | ------------ | ----- | ---- |
| Dolmen von Guidfosse |              | Parc-er-Crueno (Lage) | PA00091534    | Classé       | 1978  |      |
| Kirche St-Yves       |              | (Lage)                | PA00091535    | Inscrit      | 1935  |      |